# Ludwik Kurella

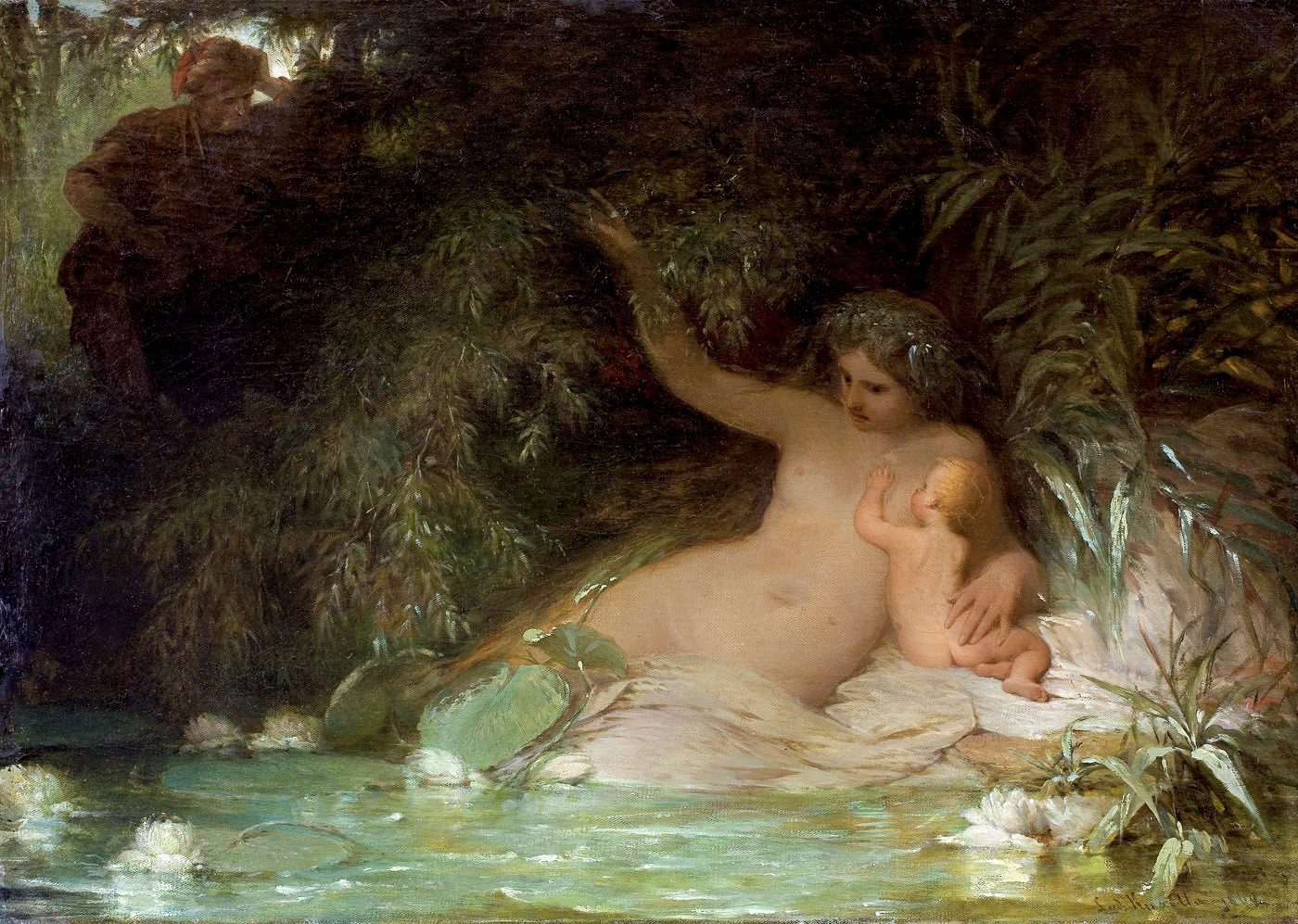
Ludwik Kurella, Rybka (Według ballady Adama Mickiewicza) z 1869 roku

Ludwik Hipolit Kurella, znany również jako Ludwik von Kurella (ur. 13 sierpnia 1834 w Warszawie, zm. 12 maja 1902 tamże) – polski malarz.

## Życiorys
Naukę malarstwa rozpoczął od pracowni Rafała Hadziewicza w warszawskiej Szkole Sztuk Pięknych, kontynuował ją, studiując od 1857 w Akademii Sztuk Pięknych w Dreźnie (Hochschule für Bildende Künste Dresden) pod kierunkiem Juliusa Schnorr von Carolsfeld. Po ukończeniu studiów podróżował po Europie, a w roku 1861 zamieszkał w Monachium, gdzie od 20 listopada studiował na Akademii Sztuk Pięknych w pracowniach Wilhelma von Kaulbacha, Claudiusa Schraudolpha (młodszego), Arthura von Ramberga oraz Johanna Schraudolpha (klasa: Componirschule). Po zakończeniu studiów pozostał w Monachium, gdzie należał do Kunstverein i założył pracownię autorską. Był uznawany przez krytyków za jednego z wybitniejszych malarzy należących do działającej tam polskiej kolonii artystycznej, utrzymywał kontakty towarzyskie z Józefem Brandtem, Józefem Chełmońskim oraz Maksymilianem i Aleksandrem Gierymskimi. Mieszkając z dala od ojczyzny przesyłał swoje prace na organizowane w Warszawie, Krakowie i Lwowie wystawy malarstwa oraz należał do Towarzystwa Zachęty Sztuk Pięknych. W 1900 powrócił do Warszawy, gdzie zmarł dwa lata później. Spoczywa na cmentarzu Powązkowskim (kwatera 268-3-2).

## Twórczość
Ludwik Kurella rozpoczynał od tematyki sakralnej, w okresie dojrzałej twórczości malował pejzaże związane z polską wsią, których cechą charakterystyczną był często stosowany motyw przepływającej rzeki. Ponadto był autorem portretów, włoskich pejzaży i obrazów inspirowanych poezją Adama Mickiewicza. Był znanym i docenianym twórcą należącym do tzw. szkoły monachijskiej, jego obrazy były wysoko cenione i chętnie nabywane przez amerykańskich i niemieckich kolekcjonerów zwanych Kunsthandlerami. Był autorem wystroju malarskiego wielu polskich kościołów, m.in. katedry w Poznaniu. Pod koniec życia powrócił do twórczości sakralnej, często inspirowanej opisami biblijnymi.